# Andrés Iniesta
Andrés Iniesta Luján (Fuentealbilla, 11 mei 1984) is een Spaans ondernemer, mede-eigenaar van Never Say Never en voormalig voetballer die doorgaans als middenvelder speelde. Hij stroomde door vanuit de jeugdopleiding van FC Barcelona, waar hij het grootste deel van zijn carrière speelde. Daarnaast kwam hij ook uit voor Vissel Kobe en Emirates Club. Iniesta staat bekend als een van de beste middenvelders ooit.
Iniesta was van 2006 tot en met 2018 international in het Spaans voetbalelftal, waarmee hij het EK 2008, het WK 2010 en het EK 2012 won.

## Clubcarrière

### FC Barcelona
Iniesta begon in de jeugd van Albacete. In 1996 werd hij op 12-jarige leeftijd naar de jeugdopleiding (cantera) van FC Barcelona in La Masia gehaald, nadat scouts hem op een jeugdtoernooi hadden opgemerkt. In 2000 kwam Iniesta bij Barça B, waar hij binnen korte tijd uitgroeide tot een belangrijke waarde. Op 29 oktober 2002 liet trainer Louis van Gaal Iniesta debuteren in het eerste elftal in het UEFA Champions League-duel tegen Club Brugge. In het seizoen 2004/05, waarin FC Barcelona de landstitel won, groeide hij uit tot een belangrijke waarde. Iniesta speelde 37 van de 38 competitiewedstrijden. Het seizoen daarna stond de middenvelder vaker in de basis, mede door de langdurige blessure van Xavi Hernández. Iniesta was hierdoor een belangrijke schakel in het team dat in 2006 de landstitel prolongeerde en ook de UEFA Champions League won. In de finale tegen Arsenal FC begon de middenvelder op de bank, maar na rust mocht Iniesta invallen. Mede door zijn inbreng boog FC Barcelona een 0-1 achterstand om in een 2-1 overwinning. Vanaf seizoen 2007/2008 draagt Iniesta het rugnummer 8. Met FC Barcelona won hij in 2009 de Spaanse landstitel, de Copa del Rey, de UEFA Champions League, de Supercopa de España, de UEFA Super Cup en het wereldkampioenschap voor clubs. In de halve finale van de Champions League maakte hij tegen Chelsea FC in blessuretijd een magistraal doelpunt, waarmee hij FC Barcelona naar de finale schoot. FC Barcelona won de finale ten koste van Manchester United (2–0), mede dankzij zijn assist bij het eerste doelpunt van Samuel Eto'o. In het seizoen 2009/10 kreeg Iniesta te maken met enkele langdurige blessures, waardoor hij veel belangrijke wedstrijden in de eindfase van het seizoen moest missen. In de wedstrijd tegen Real Valladolid, waarin FC Barcelona opnieuw landskampioen werd, maakte Iniesta zijn rentree.
Iniesta won op zaterdag 6 juni 2015 voor de vierde keer in zijn carrière de UEFA Champions League. Daarmee evenaarde hij het record van Clarence Seedorf. Datzelfde gold voor zijn teamgenoten Xavi Hernández, Lionel Messi en Gerard Piqué. Xavi verliet Barcelona na dat seizoen, waarop coach Luis Enrique Iniesta in augustus 2015 aanwees als zijn opvolger als aanvoerder.
Iniesta nam op zondag 20 mei 2018 afscheid van Barcelona met een 1-0 overwinning op Real Sociedad. De op dat moment 34-jarige middenvelder speelde zestien jaar in de hoofdmacht van de Catalaanse club en veroverde in die tijd 32 prijzen: negen landstitels, vier keer de Spaanse beker, zes keer de Spaanse Super Cup, vier keer de Champions League, drie keer de UEFA Super Cup en drie keer het wereldkampioenschap voor clubs.

### Vissel Kobe
Drie dagen na zijn afscheid bij Barça bleek dat Iniesta zijn voetbalcarrière zou vervolgen in Japan. De Spaanse middenvelder tekende een contract bij Vissel Kobe, de nummer zes van de Japanse J1 League, waar Mike Havenaar en Lukas Podolski ook op de loonlijst stonden. Japanse media spraken over een driejarige verbintenis waarbij Iniesta 30 miljoen dollar per jaar zou gaan verdienen.

### Emirates Club FC
Na vijf jaar bij Vissel Kobe besloot Iniesta om zijn contract te ontbinden. Hij was niet tevreden met het aantal speelminuten dat hij kreeg en wilde daarom zijn tot het eind van 2023 lopende contract ontbinden op 1 juli 2023. Per 1 juli 2023 was Iniesta transfervrij. Menig media kon vermelden dat Iniesta zijn carrière zou vervolgen bij Inter Miami, om zo te worden herenigd met zijn oude teamgenoten: Lionel Messi, Sergio Busquets en Jordi Alba, die in Miami sinds juli 2023 onder contract stonden. Toch wist Fabrizio Romano te melden dat Iniesta zijn carrière zou vervolgen bij Emirates Club in de Verenigde Arabische Emiraten. Op 8 augustus 2023 werd Iniesta gepresenteerd bij zijn nieuwe club in de Verenigde Arabische Emiraten, waar hij een contract voor een jaar, met een optie voor nog een jaar, tekende. Iniesta maakte zijn debuut voor Emirates Club op 18 augustus 2023 tegen Al-Wasl in de UAE Pro League.
Op 7 oktober 2024 kondigde Iniesta zijn pensioen aan als voetballer nadat de Spanjaard al enkele maanden zonder club zat.

## Clubstatistieken
| Seizoen         | Club            | Competitie       | Competitie | Competitie | Beker | Beker | Internationaal | Internationaal | Overig | Overig | Totaal | Totaal |
| Seizoen         | Club            | Competitie       | Wed.       | Dlp.       | Wed.  | Dlp.  | Wed.           | Dlp.           | Wed.   | Dlp.   | Wed.   | Dlp.   |
| --------------- | --------------- | ---------------- | ---------- | ---------- | ----- | ----- | -------------- | -------------- | ------ | ------ | ------ | ------ |
| 2002/03         | FC Barcelona    | Primera División | 6          | 0          | 0     | 0     | 3              | 0              | —      | —      | 9      | 0      |
| 2003/04         | FC Barcelona    | Primera División | 11         | 1          | 3     | 1     | 3              | 0              | —      | —      | 17     | 2      |
| 2004/05         | FC Barcelona    | Primera División | 37         | 2          | 1     | 0     | 8              | 0              | —      | —      | 46     | 2      |
| 2005/06         | FC Barcelona    | Primera División | 33         | 0          | 4     | 0     | 11             | 1              | 1      | 0      | 49     | 1      |
| 2006/07         | FC Barcelona    | Primera División | 37         | 6          | 6     | 1     | 9              | 2              | 4      | 0      | 56     | 9      |
| 2007/08         | FC Barcelona    | Primera División | 31         | 3          | 7     | 0     | 11             | 1              | —      | —      | 50     | 4      |
| 2008/09         | FC Barcelona    | Primera División | 26         | 4          | 6     | 0     | 11             | 1              | —      | —      | 43     | 5      |
| 2009/10         | FC Barcelona    | Primera División | 29         | 1          | 3     | 0     | 9              | 0              | 1      | 0      | 42     | 1      |
| 2010/11         | FC Barcelona    | Primera División | 34         | 8          | 5     | 0     | 10             | 1              | 1      | 0      | 49     | 9      |
| 2011/12         | FC Barcelona    | Primera División | 27         | 2          | 6     | 2     | 9              | 3              | 4      | 1      | 46     | 8      |
| 2012/13         | FC Barcelona    | Primera División | 31         | 3          | 5     | 2     | 10             | 1              | 2      | 0      | 48     | 6      |
| 2013/14         | FC Barcelona    | Primera División | 35         | 3          | 6     | 0     | 9              | 0              | 2      | 0      | 52     | 3      |
| 2014/15         | FC Barcelona    | Primera División | 24         | 0          | 7     | 3     | 11             | 0              | —      | —      | 42     | 3      |
| 2015/16         | FC Barcelona    | Primera División | 28         | 1          | 4     | 0     | 8              | 0              | 4      | 0      | 44     | 1      |
| 2016/17         | FC Barcelona    | Primera División | 23         | 0          | 5     | 0     | 8              | 1              | 1      | 0      | 37     | 1      |
| 2017/18         | FC Barcelona    | Primera División | 30         | 1          | 5     | 1     | 8              | 0              | 1      | 0      | 44     | 2      |
| Club totaal     | Club totaal     | Club totaal      | 442        | 35         | 73    | 10    | 138            | 11             | 21     | 1      | 674    | 57     |
| 2018            | Vissel Kobe     | J1 League        | 14         | 3          | 1     | 0     | —              | —              | —      | —      | 15     | 3      |
| 2019            | Vissel Kobe     | J1 League        | 23         | 6          | 2     | 1     | —              | —              | —      | —      | 25     | 7      |
| 2020            | Vissel Kobe     | J1 League        | 26         | 4          | 1     | 0     | 6              | 2              | 1      | 0      | 34     | 6      |
| 2021            | Vissel Kobe     | J1 League        | 23         | 6          | 4     | 1     | —              | —              | —      | —      | 27     | 8      |
| 2022            | Vissel Kobe     | J1 League        | 24         | 2          | 2     | 0     | 1              | 1              | —      | —      | 27     | 3      |
| 2023            | Vissel Kobe     | J1 League        | 4          | 0          | 2     | 0     | —              | —              | —      | —      | 6      | 0      |
| Club totaal     | Club totaal     | Club totaal      | 114        | 21         | 12    | 2     | 7              | 3              | 1      | 0      | 134    | 27     |
| 2023/24         | Emirates Club   | Pro League       | 20         | 5          | 3     | 0     | —              | —              | —      | —      | 23     | 5      |
| Club totaal     | Club totaal     | Club totaal      | 20         | 5          | 3     | 0     | 0              | 0              | 0      | 0      | 23     | 5      |
| Carrière totaal | Carrière totaal | Carrière totaal  | 576        | 61         | 88    | 12    | 145            | 14             | 22     | 1      | 831    | 89     |

## Interlandcarrière

### Jeugdelftallen
Op het Europees kampioenschap voetbal mannen onder 19 in 2002 werd Iniesta met Spanje Europees kampioen. Hij scoorde in de eerste groepswedstrijd tegen Tsjechië –20. Met Spanje –20 werd Iniesta, samen met toenmalig clubgenoten Carlos Peña, Sergio García de la Fuente en Rubén Martínez, in 2003 vicewereldkampioen op het WK –20 in de Verenigde Arabische Emiraten. Spanje verloor in de finale met 1-0 van Brazilië –20. Iniesta ontving na het toernooi de Zilveren Bal, als beste speler na Ismail Matar.

### Spanje
Op 27 mei 2006 debuteerde Iniesta in de voorbereiding voor het WK 2006 tegen Rusland in het A-elftal van Spanje. Hij verving na rust Cesc Fàbregas. Opvallend is wel dat Iniesta zijn eerste interland in Albacete speelde, de stad waar hij als voetballer begon. Iniesta maakte op 7 februari 2007 zijn eerste interlanddoelpunt in de oefenwedstrijd tegen Engeland. Op Old Trafford maakte hij in de tweede helft het enige doelpunt van de wedstrijd. Ook was hij deel van de ploeg die op het WK 2006 de achtste finale haalde. Die wedstrijd werd van Frankrijk verloren, met 3-1. De groepswedstrijden werden allemaal gewonnen: tegen Oekraïne (4-0), Tunesië (3-1) en Saoedi-Arabië (1-0). Iniesta speelde alleen de wedstrijd tegen Saoedi-Arabië.
Tijdens het EK 2008 won Iniesta met Spanje het kampioenschap. Op 29 juni werd in Wenen met 1-0 gewonnen van Duitsland. In juni 2009 miste Iniesta de Confederations Cup ten gevolge van een dijbeenblessure. 
In 2010 behoorde hij tot de Spaanse selectie voor het WK 2010. In de finale tegen Nederland maakte hij tijdens de verlenging het enige en beslissende doelpunt, waardoor Spanje voor het eerst in zijn geschiedenis wereldkampioen werd. Mede hierdoor krijgt hij sindsdien met zekere regelmaat een staande ovatie van het thuispubliek van de tegenpartij wanneer hij met FC Barcelona uit speelt. Zijn goede optreden op het WK en bij zijn club dat jaar zorgde ervoor dat hij tweede werd in de verkiezing Gouden Bal.
Op 1 juli 2012 werd hij opnieuw Europees kampioen met Spanje. Na de finale Italië (4-0) werd Iniesta uitgeroepen tot beste speler van het toernooi. Dat jaar kreeg hij van de UEFA de prijs van de beste voetballer op de Europese velden. Het leverde hem tevens de derde plaats op bij de Gouden Bal verkiezing. Iniesta speelde zijn honderdste interland op 23 juni 2014, toen Spanje met 3-0 won van Australië in de afsluitende groepswedstrijd bij het wereldkampioenschap voetbal 2014. Met Spanje nam hij deel aan het Europees kampioenschap voetbal 2016 in Frankrijk. Spanje werd in de achtste finale uitgeschakeld door Italië (2-0).
Iniesta nam met Spanje ook deel aan het WK 2018. Hierop verloren zijn ploeggenoten en hij in een teleurstellend toernooi in de achtste finale van gastland Rusland na penalty's. Direct na de uitschakeling maakte hij bekend te stoppen als international.

## Erelijst
Als speler
| Competitie            |              |                                                                                 |              |              |
| Competitie            | Aantal       | Jaren                                                                           |              |              |
| FC Barcelona          | FC Barcelona | FC Barcelona                                                                    | FC Barcelona | FC Barcelona |
| --------------------- | ------------ | ------------------------------------------------------------------------------- | ------------ | ------------ |
| FIFA Club World Cup   | 3x           | 2009, 2011, 2015                                                                |              |              |
| UEFA Champions League | 4x           | 2005/06, 2008/09, 2010/11, 2014/15                                              |              |              |
| UEFA Super Cup        | 3x           | 2009, 2011, 2015                                                                |              |              |
| Primera División      | 9x           | 2004/05, 2005/06, 2008/09, 2009/10, 2010/11, 2012/13, 2014/15, 2015/16, 2017/18 |              |              |
| Copa del Rey          | 6x           | 2008/09, 2011/12, 2014/15, 2015/16, 2016/17, 2017/18                            |              |              |
| Supercopa de España   | 7x           | 2005, 2006, 2009, 2010, 2011, 2013, 2016                                        |              |              |
| Vissel Kobe           |              |                                                                                 |              |              |
| Emperor's Cup         | 1x           | 2019                                                                            |              |              |
| Fuji Xerox Super Cup  | 1x           | 2020                                                                            |              |              |
| Spanje                |              |                                                                                 |              |              |
| FIFA WK               | 1x           | 2010                                                                            |              |              |
| UEFA EK               | 2x           | 2008, 2012                                                                      |              |              |
| Spanje –19            |              |                                                                                 |              |              |
| UEFA EK onder 19      | 1x           | 2002                                                                            |              |              |
| Spanje –16            |              |                                                                                 |              |              |
| UEFA EK onder 16      | 1x           | 2001                                                                            |              |              |

Individueel
- Premio Don Balón 2008/2009 als beste Spaanse voetballer van de Primera División
- Beste spelmaker van de Primera División 2008/2009 (uitgereikt door de LFP)
- Speler van het toernooi Europees kampioenschap 2012
- UEFA Best Player in Europe 2012